# SYN Prop & Tech
SYN Prop & Tech, anteriormente denominada Cyrela Commercial Properties, es una empresa promotora inmobiliaria y administración de centros comerciales y edificios corporativos.
SYN es una empresa derivada constituida en el 2007 para hacerse cargo de las actividades relacionados al mercado inmobiliario de Cyrela.